# Catocala abacta
Catocala abacta és una espècie de papallona nocturna de la subfamília Erebinae i la família Erebidae.

## Distribució
Es troba a l'Anatòlia.

## Subespècies[1]
- Catocala abacta abacta
- Catocala abacta irana Brandt, 1938 (Iran)